# Román Péter
Román Péter (1946. szeptember 7. - ) magyar televíziós szerkesztő, gyártásvezető, producer.

## Életpályája
Szülei dr. Román Zoltán és Vilcsek Viola voltak. 1965-ben érettségizett a Madách Imre Gimnáziumban. 1970-ben felvételvezetőként kezdett dolgozni a Magyar Televízióban, hamarosan gyártásvezető, főgyártásvezető majd 1985-ben gyártási csoportvezető lett. Közben 1981-ben diplomát szerzett a Színház-és Filmművészeti Főiskola gyártásszervezői szakán.
1986-tól több beosztásban dolgozott a MTV-nél. Így az 1988-ban létrehozott első magyarországi kísérleti, kereskedelmi műsorfolyam az MTV Plusz alapító főszerkesztője, majd az 1989-től a Magyar Televízió második csatornájának, a TV2-nek átnevezett intendatúra alapító főszerkesztője volt 1991-ig. Ezt követően, az MTV TV1 intendatúráján a szórakoztató terület manager igazgatója. 1994-1996 között az MTV gyártási- és gazdasági alelnökségén főtanácsadó. 1993-ban indította el saját gyártócégét. 
1970-1997 között olyan munkák fűződnek a nevéhez, mint pl: Jó estét Magyarország, Jó estét Budapest, Hétvége, Hírháttér, Bongó, Nemzeti estek /pl. ZDF, ORF, RAI, Canal+/, Áloműzők. Leporelló. 1992-től 1994-ig a Napközi, 1995-től pedig az Álljon meg egy millióért, Szerencsenap, Szerencsepercek és Telemázli című műsorok főszerkesztőjeként tevékenykedett. 
1997-ben az MTV Ön dönt /közéleti talk show/, majd az IQ kaszinó /vetélkedő/ főszerkesztője. 1997-től a TV2 kereskedelmi csatornán sugárzott Csipsz című napi, ifjúsági műsor főszerkesztője, ezt követően ugyanitt a 7-es csatorna /napi szappanopera/ executive producereként dolgozott. 1999-ben ugyancsak a TV2 csatorna Kakukk show /napi talk show/ főszerkesztője.
2001-2005 között az MTV Névshow’r /szórakoztató műsor/ főszerkesztője, ezzel párhuzamosan az RTL Klub Kell egy csapat /napi vetélkedő/ producere, főszerkesztője is.
2002-2003 között a TV2-n sugárzott Big Brother első szériájának casting direktora és általános tanácsadója, majd a műsor második szériájának és a VIP Brother műsoroknak általános tanácsadója.
2005-ben visszahívták a Magyar Televízióba a Szórakoztató Műsorok Főszerkesztőségének vezetésére, amely feladatot 2009-ig látott el.
2010-ben az MTVA alapításakor főtanácsadó.
2011-2021 között a Magyarország, szeretlek! című műsor kreatív producere.
2013-2015 között a Ridikül című műsor supervisora.
2022-től az Első influenszerek tanácsadója.
A felsoroltakon kívül több száz helyszíni közvetítés, élő adás, dokumentumfilm, szórakoztató vetélkedő, szilveszteri műsor készítésében vett részt.